# 1832年スコットランド改革法
1832年スコットランド改革法（1832ねんスコットランドかいかくほう、英語: Scottish Reform Act 1832）、または1832年国民代表（スコットランド）法（1832ねんこくみんだいひょう（スコットランド）ほう、英: The Representation of the People (Scotland) Act 1832、法律番号2 & 3 Will. IV, c. 65）は、イギリスの法律。先に可決され、イングランドおよびウェールズの選挙制度を改革した1832年改革法と同種の変更をスコットランドにも適用した法。フランシス・ジェフリーとヘンリー・コウバーンの主導のもとに制定された。

## 内容
当時のスコットランドの人口は約230万人だったが、議会選挙の有権者は約5千人しかおらず、改革法により13倍の6万5千人に増えた。
スコットランドのカウンティ選挙区は一人区のままだったが、総選挙2回ごとに1回しか代表を送れないカウンティが6区いるという状況は変更された。クラックマナンシャー選挙区とキンロス＝シャー選挙区はクラックマナンシャーおよびキンロス＝シャー選挙区に合併、ビュートシャー選挙区とケイスネス選挙区は2回ごとに1回ではなく常に代表を送る一人区になり、クロマーティーシャー選挙区とネアーンシャー選挙区はそれぞれ隣接するカウンティ選挙区と合併してロスおよびクロマーティー選挙区とエルギンシャーおよびネアーンシャー選挙区となった。
バラ選挙区ではエディンバラ選挙区とグラスゴー選挙区から一人区から二人区に変更され、アバディーン選挙区、ダンディー選挙区、グリーノック選挙区、ペイズリー選挙区、パース選挙区が一人区となった。それ以外のバラはDistrict of burghsのグループ分けが変更され、合計18議席を選出することとなった。また、各バラ代表の会議で議員を選出するという制度は廃止され、代わりにほかの選挙区と同じく有権者全員の投票が計算されるようになった。このときの選挙区境界調整の結果、スコットランドのバラの境界は選挙区の境界と異なるようになった。

## 関連図書
- "Cap. LXV: An Act to amend the Representation of the People in Scotland.". The statutes of the United Kingdom of Great Britain and Ireland (英語). Vol. 2 & 3 William IV. London: His Majesty's statute and law printers. 1832. pp. 383–435. - 1832年スコットランド改革法の原文